# Nectaris Montes
I Nectaris Montes sono una struttura geologica della superficie di Marte.